# Шиллингштедт
Шиллингштедт (нем. Schillingstedt) — община в Германии, в земле Тюрингия. 
Входит в состав района Зёммерда. Подчиняется управлению Кёлледа.  Население составляет 240 человек (на 31 декабря 2010 года). Занимает площадь 6,46 км².